# Jay Jackson
Jesse Greene Jackson (4 de noviembre de 1918 – 16 de agosto de 2005), conocido como Jay Jackson, fue un presentador y locutor radiofónico y televisivo estadounidense.

## Biografía
Nacido en Stockdale, Ohio, Jackson fue el maestro de ceremonias desde inicios de 1953 a mayo de 1955 del concurso Twenty Questions, emitido por la ABC Television Network. Posteriormente presentó la versión nocturna en horario de máxima audiencia del popular concurso Tic Tac Dough desde su debut el 12 de septiembre de 1957 hasta septiembre de 1958, encargándose de esa función posteriormente y hasta el final de su etapa nocturna (las últimas 13 semanas hasta diciembre de 1958) el presentador Win Elliot. 
Antes de conseguir esa ocupación, Jackson actuó en uno de los capítulos más logrados de los así llamados "39 originales" episodios de la serie The Honeymooners. En dicho episodio aparecía un conductor de autobús, Ralph Kramden, que se pasaba una semana repasando todos sus conocimientos acerca de las canciones populares, categoría en la cual quería competir en el ficticio concurso televisivo titulado The $99,000 Answer – una sátira sobre el concurso fenómeno de la CBS The $64,000 Question. En el show Kramden se enfrentaba a un presentador llamado Herb Norris, y que interpretaba Jackson. Este episodio fue emitido por la CBS el 28 de enero de 1956.
Cuando salió a la luz el escándalo de los concursos de televisión en 1958, entre el material que investigó un gran jurado federal estaba una serie de episodios de Tic Tac Dough de 1957 presentados por Jackson y preservados en kinescopio entre los cuales aparecía el Capitán del Ejército de los Estados Unidos Michael O'Rourke ganando más de 140.000 $ durante su reinado como campeón. Jackson nunca llegó a ser acusado de cometer delito alguno, destacando el hecho de que había dejado el show mucho antes de que las investigaciones empezaran formalmente. 
Tras dejar Tic Tac Dough, Jackson no volvió a presentar ningún otro concurso, aunque sí narró una serie de retrospectivas de Stan Laurel y Oliver Hardy a lo largo de la década de 1960. 
Jay Jackson falleció en 2005 en Jupiter (Florida), a causa de una neumonía. 